# McDonald's Nyugati

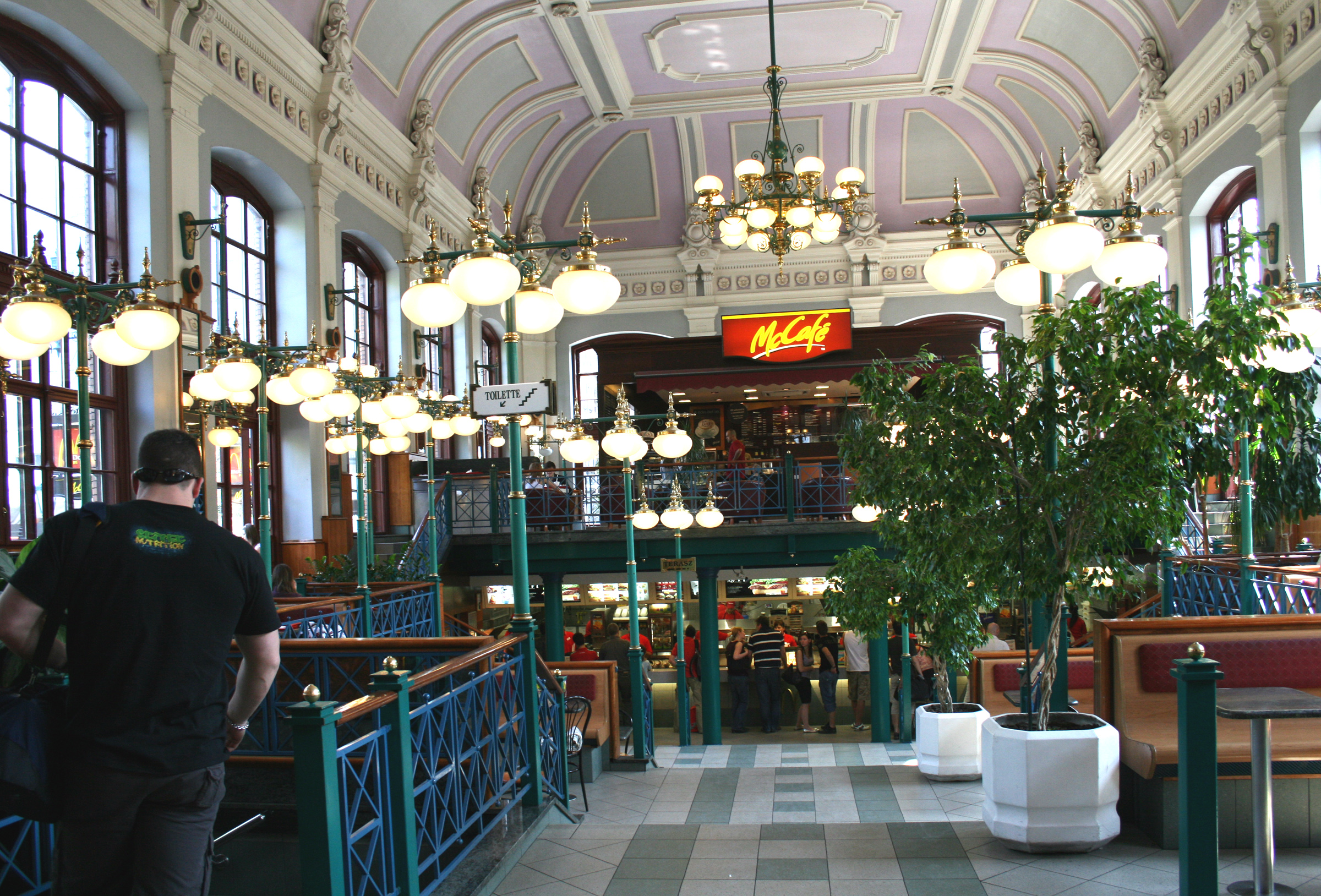
Intérieur du McDonald's Nyugati.

Le McDonald's Nyugati est un restaurant de la chaîne McDonald's se trouvant dans la gare de Budapest-Nyugati, en Hongrie. Il est réputé comme « le plus beau McDonald's du monde »,.
Il est ouvert depuis 1988 ; c'était le premier restaurant McDonald's à ouvrir en Hongrie, et l'un des premiers en Europe de l'Est. Il occupe un ancien restaurant dans la partie sud de la gare, conçu et réalisé par l'entreprise Eiffel entre 1874 et 1877 dans le style Beaux-Arts, avec quelques éléments baroques. La restauration s'est faite en conformité avec la loi hongroise sur la préservation des monuments historiques.